# William Dalrymple (Schriftsteller)

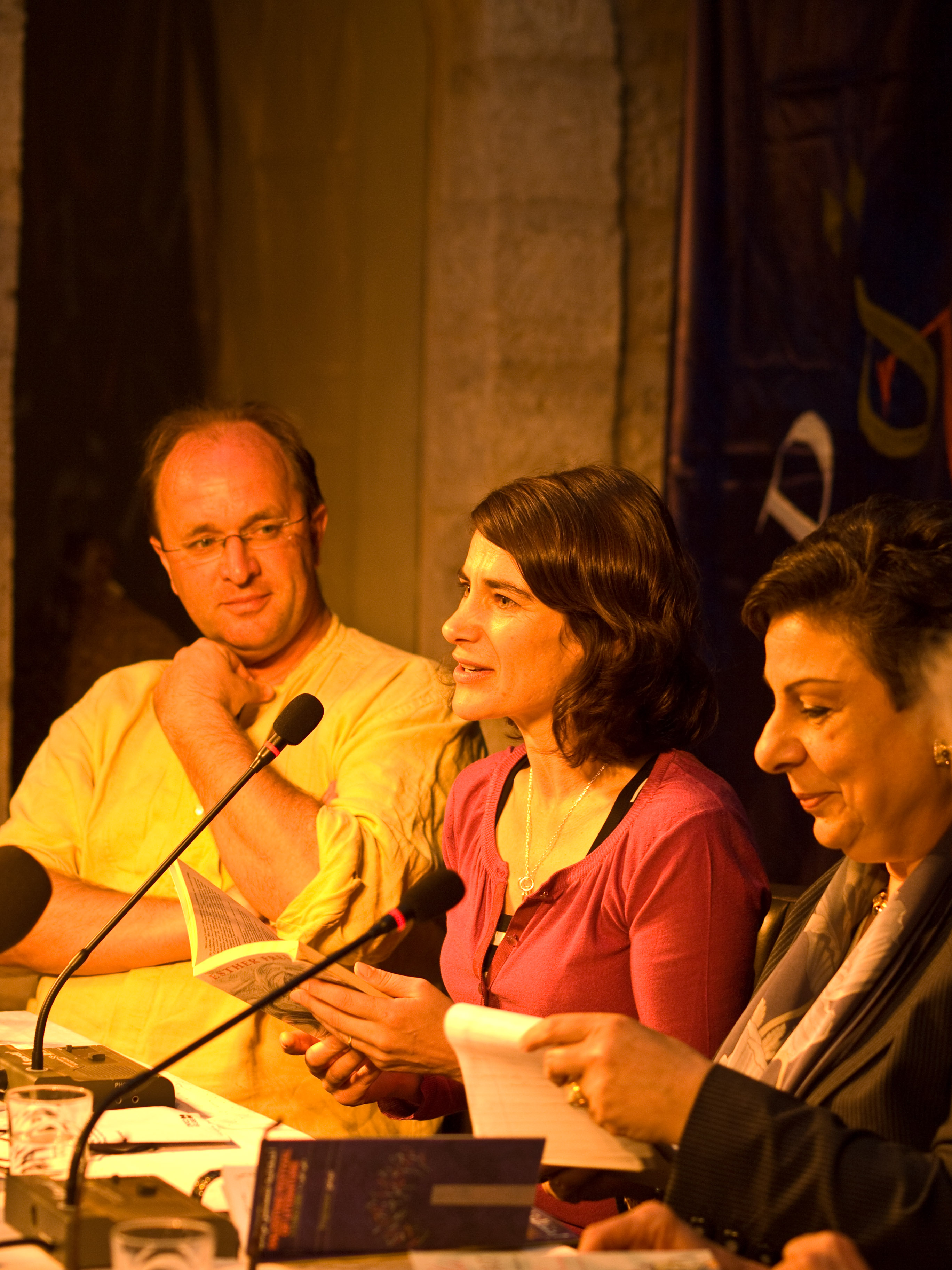
William Dalrymple (links) mit Esther Freud und Hanan Ashrawi, 2008

William Dalrymple (eigentlich: William Hamilton-Dalrymple; * 20. März 1965 in Schottland) ist ein Reiseschriftsteller, Historiker, Kunstkritiker, Auslandskorrespondent und Begründer des größten Literaturfestivals in Asien.

## Leben
William Dalrymple, eigentlich William Hamilton-Dalrymple, ist der Sohn von Sir Hew Hamilton-Dalrymple, einem Cousin der Schriftstellerin Virginia Woolf. Er besuchte das Ampleforth College und das Trinity College in Cambridge, an dem er Geschichte studierte. 
Dalrymple ist verheiratet mit der Künstlerin Olivia Fraser. Das Paar hat drei Kinder und lebt abwechselnd in Delhi, Edinburgh und London.
Seit 2004 ist Dalrymple Süd-Ostasien-Korrespondent des New Statesman. Er ist Fellow der Royal Asiatic Society und der Royal Society of Literature.
Er ist Begründer des Jaipur Literature Festival, das er gemeinsam mit der Schriftstellerin Namita Gokhale immer noch leitet. Das Literaturfestival ist das größte seiner Art in Asien und wurde von der Zeitung The Daily Beast als „die größte Literaturshow der Welt“ bezeichnet.
Durch den Tod seines Vaters, ist Hamilton-Dalrymple seit 2018 Besitzer der schottischen Insel Bass Rock, die unter Naturschutz steht und jedes Jahr die weltweit größte Brutkolonie von Basstölpeln beherbergt.

## Werk
Dalrymples Interessengebiet ist Südasien mit einem Schwerpunkt auf Indien und Pakistan. Doch er schreibt auch über den Mittleren Osten. 
Er beschäftigte sich mit dem Buddhismus, dem Hinduismus, der Jain-Religion und frühen östlichen Christengemeinschaften. All seine Bücher sind – zum Teil mehrfach – ausgezeichnet worden. 
Nach Angaben von Dalrymple wurden seine Arbeiten von Robert Byron, Eric Newby und Bruce Chatwin beeinflusst. 
Seine Bücher wurden unter anderem ins Französische, Niederländische, Tschechische, Japanische, Arabische, Hindi, Urdu und Deutsche übersetzt. 
Er ist regelmäßiger Autor des The New York Review of Books des The Guardian, des New Statesman und des New Yorkers. 
Anerkennung unter Historikern haben Dalrymples Werke zur Geschichte der Mogul-Herrschaft und seine Essaybände zum modernen Indien gefunden.

## Politische Einstellungen
Im Oktober 2024 gehörte Dalrymple zu den Unterzeichnern eines Aufrufs zum Boykott israelischer Kulturinstitutionen, „die an der überwältigenden Unterdrückung der Palästinenser mitschuldig sind oder diese stillschweigend beobachtet haben“.

## Schriften (Auswahl)
- In Xanadu. A Quest. Collins, London 1989, ISBN 0-00-217948-2.
- City of Djinns. A Year in Delhi. HarperCollins, London 1993, ISBN 0-00-215725-X.
- From the Holy Mountain. A Journey in the Shadow of Byzantium. HarperCollins, London 1997, ISBN 0-00-255509-3.
- The Age of Kali. Travels and Encounters in India. HarperCollins, London 1998, ISBN 0-00-255510-7.
- White Mughals. Love and Betrayal in Eighteen-Century India. Flamingo, London 2002, ISBN 0-00-655096-7.
- als Herausgeber: Begums, Thugs and White Mughals. The Journals of Fanny Parkes. Sickle Moon Books, London 2002, ISBN 0-907871-88-7.
- The Last Mughal. The Fall of a Dynasty, Delhi, 1857. Bloomsbury, London u. a. 2006, ISBN 0-7475-8668-3.
- Nine Lives. In Search of the Sacred in Modern India. Bloomsbury, London u. a. 2009, ISBN 978-1-4088-0061-4.
  - deutsch: Neun Leben. Unterwegs ins Herz Indiens. Aus dem Englischen von Matthias Fienbork. Berlin Verlag, Berlin 2011. ISBN 978-3-8270-0917-3.
- Return of a King. The Battle for Afghanistan. Bloomsbury, London u. a. 2013. ISBN 978-1-4088-1830-5.
- The Writer’s Eye. HarperCollins India, New Delhi 2016. 72 Seiten. ISBN 978-93-5177925-4.
- Koh-i-Noor: The History of the World’s Most Infamous Diamond. Bloomsbury, London u. a. 2017. ISBN 978-1-63557-076-2.
- The Anarchy. The Relentless Rise of the East India Company. Bloomsbury, London u. a. 2019. ISBN 978-1-4088-6437-1.
- The Golden Road: How Ancient India Transformed the World. Bloomsbury, London 2024, ISBN 978-1-4088-6441-8.